# Morti il 29 maggio
| Questa pagina contiene informazioni ricavate automaticamente dalle voci biografiche con l'ausilio del template Bio e di un bot. L'aggiornamento è periodico e automatico e ricostruisce completamente la pagina. Se manca una persona in questa lista, sei pregato di non aggiungerla, ma accertati piuttosto che la sua voce biografica contenga il template Bio e che i dati anagrafici siano correttamente compilati. Se il template Bio manca, inseriscilo tu stesso o, in alternativa, metti l'avviso {{tmp\|Bio}} che ne segnala la mancanza. Se i dati riportati sono sbagliati, correggi direttamente la voce biografica; le modifiche saranno visibili in questa lista entro pochi giorni. Per chiarimenti vedi il progetto biografie. La lista contiene solo le 472 persone che sono citate nell'enciclopedia e per le quali è stato implementato correttamente il template Bio. Pagina aggiornata al 13 ago 2025. |

## V secolo(1)
- 477 - Esuperanzio di Ravenna, vescovo e santo romano

## X secolo(1)
- 931 - Jimeno II Garcés di Navarra, sovrano

## XI secolo(1)
- 1026 - Adelaide d'Angiò, contessa

## XII secolo(1)
- 1146 - Egilberto di Bamberga, vescovo cattolico tedesco (n. 1065)

## XIII secolo(5)
- 1207 - Bona di Pisa, santa italiana (n. 1156)
- 1259 - Cristoforo I di Danimarca, re (n. 1219)
- 1265 - Rodolfo di Ginevra, nobile
- 1275 - Sofia di Turingia, nobile tedesca (n. 1224)
- 1300 - Tommaso di Ocre, cardinale italiano

## XIV secolo(8)
- 1311 - Giacomo II di Maiorca, re (n. 1243)
- 1320 - Giovanni VIII di Alessandria, vescovo cristiano orientale egiziano
- 1327 - Jens Grand, arcivescovo cattolico danese
- 1343 - Francesco I Manfredi, nobile italiano
- 1357 - Alfonso IV del Portogallo, sovrano (n. 1291)
- 1358 - Fadrique Alfonso de Castilla, nobile spagnolo (n. 1334)
- 1361 - Pietro Petroni, religioso italiano (n. 1311)
- 1379 - Enrico II di Castiglia, re spagnolo (n. 1332)

## XV secolo(13)
- 1405 - Filippo di Mézières, militare, diplomatico e scrittore francese
- 1425 - Hongxi, imperatore cinese (n. 1378)
- 1427 - Nanne Strozzi, condottiero italiano
- 1438 - Federico de Luna, nobile
- 1438 - Giordano Orsini, cardinale e arcivescovo cattolico italiano
- 1453 - Costantino XI Paleologo, imperatore bizantino (n. 1405)
- 1453 - Laura di Costantinopoli, religiosa bizantina
- 1453 - Demetrio Paleologo Metochite, militare e funzionario bizantino
- 1453 - Teofilo Paleologo, nobile e militare bizantino
- 1456 - Antonio Bernieri, vescovo cattolico italiano
- 1484 - Francesco da Castiglione, umanista e religioso italiano
- 1492 - Carlo di Cosimo de' Medici, presbitero e religioso italiano
- 1500 - Bartolomeo Diaz, navigatore portoghese (n. 1450)

## XVI secolo(8)
- 1504 - Ludovico II Ordelaffi, nobile italiano
- 1511 - Nicolás de Ovando, militare e esploratore spagnolo (n. 1460)
- 1546 - David Beaton, cardinale scozzese (n. 1494)
- 1574 - Bernardino Scardeone, religioso e letterato italiano (n. 1482)
- 1583 - Riccardo Thirkeld, presbitero inglese
- 1592 - Giorgio Di Faccio, architetto italiano
- 1592 - Andrea Provana di Leinì, ammiraglio italiano
- 1596 - Filippo Sega, cardinale e vescovo italiano (n. 1537)

## XVII secolo(14)
- 1611 - Asano Nagamasa, militare giapponese (n. 1546)
- 1615 - Giovanni Tommaso Minadoi, medico e storico italiano (n. 1549)
- 1622 - Johann Salmuth, teologo e predicatore tedesco (n. 1552)
- 1637 - Thomas Hamilton, I conte di Haddington, avvocato scozzese (n. 1563)
- 1643 - Bernardino Radi, architetto, scultore e incisore italiano (n. 1581)
- 1647 - Pieter Quast, pittore olandese
- 1659 - Robert Rich, III conte di Warwick, conte britannico (n. 1611)
- 1659 - Christopher Wren, presbitero inglese (n. 1589)
- 1660 - Frans van Schooten, matematico olandese (n. 1615)
- 1673 - Charles Rich, IV Conte di Warwick, nobile britannico (n. 1619)
- 1690 - Francesco di Calvo, generale e nobile francese (n. 1625)
- 1695 - Giuseppe Recco, pittore italiano (n. 1634)
- 1695 - Sürmeli Ali Pascià, militare ottomano (n. 1645)
- 1697 - Giovanni Francesco Grossi, cantante castrato italiano (n. 1653)

## XVIII secolo(15)
- 1707 - Samuel Bottschild, pittore tedesco (n. 1641)
- 1718 - Giuseppe Avanzi, pittore italiano (n. 1645)
- 1719 - Joseph de Jouvancy, latinista francese (n. 1643)
- 1745 - Carlo Vincenzo Ferrero d'Ormea, nobile e politico italiano (n. 1680)
- 1750 - Giuseppe Porsile, musicista italiano (n. 1680)
- 1751 - Paolo Groppelli, scultore italiano (n. 1677)
- 1779 - John Manners, III duca di Rutland, politico inglese (n. 1696)
- 1782 - Basilio Gonzaga, nobile italiano (n. 1711)
- 1783 - Antonio Francesco Vezzosi, presbitero e biografo italiano (n. 1708)
- 1788 - Jacques Aliamet, incisore e editore francese (n. 1726)
- 1790 - Israel Putnam, generale statunitense (n. 1718)
- 1795 - Philippe Rühl, politico e rivoluzionario francese (n. 1737)
- 1797 - Stephan Dorffmaister, pittore austriaco (n. 1729)
- 1799 - Franz Albert Leopold von Oberndorff, nobile e politico tedesco (n. 1720)
- 1800 - Andrea Cardamone, arcivescovo cattolico italiano (n. 1729)

## XIX secolo(60)
- 1804 - Franz Karl Alter, gesuita, filologo classico e insegnante austriaco (n. 1749)
- 1809 - Johannes von Müller, storico e politico svizzero (n. 1752)
- 1810 - François-Urbain Domergue, grammatico e giornalista francese (n. 1745)
- 1814 - Giuseppina di Beauharnais, francese (n. 1763)
- 1818 - Giovanni Amadeo Francesco di Paola Thugut, politico austriaco (n. 1736)
- 1819 - Gaetano Peverada, pittore italiano (n. 1742)
- 1820 - Christian Wilhelm von Dohm, storico tedesco (n. 1751)
- 1828 - Johann Jacob Hess, teologo svizzero (n. 1741)
- 1829 - Humphry Davy, chimico, fisico e divulgatore scientifico britannico (n. 1778)
- 1830 - Louis Gohier, politico francese (n. 1746)
- 1832 - Johann Michael Sailer, teologo e vescovo cattolico tedesco (n. 1751)
- 1833 - Paul Johann Anselm Ritter von Feuerbach, giurista tedesco (n. 1775)
- 1834 - John Wodehouse, I barone Wodehouse, nobile e politico inglese (n. 1741)
- 1836 - Henry Grey Bennet, politico britannico (n. 1777)
- 1837 - Giuseppe de Samuele Cagnazzi, politico italiano (n. 1763)
- 1838 - Anna Milder-Hauptmann, soprano austriaco (n. 1785)
- 1845 - Michał Piwnicki, vescovo cattolico polacco (n. 1771)
- 1847 - Emmanuel de Grouchy, generale francese (n. 1766)
- 1848 - Leopoldo Pilla, geologo e politico italiano (n. 1805)
- 1848 - Sergej L'vovič Puškin, ufficiale russo (n. 1770)
- 1855 - Percy Smythe, VI visconte Strangford, diplomatico britannico (n. 1780)
- 1857 - Agostina d'Aragona, patriota spagnola (n. 1786)
- 1857 - Sofia d'Asburgo-Lorena, nobile austriaca (n. 1855)
- 1858 - Johann Moritz Rugendas, pittore tedesco (n. 1802)
- 1860 - Gioacchino Taddei, chimico, medico e politico italiano (n. 1792)
- 1862 - Henry Thomas Buckle, storico e scacchista britannico (n. 1821)
- 1862 - Wincenty Franciszek Mirecki, compositore e insegnante polacco (n. 1791)
- 1865 - Eduard Knoblauch, architetto tedesco (n. 1801)
- 1865 - Bernard Pierre Magnan, generale francese (n. 1791)
- 1866 - Winfield Scott, generale statunitense (n. 1786)
- 1867 - Giuseppe Arnulfo, politico italiano (n. 1798)
- 1868 - Levi Lincoln junior, politico statunitense (n. 1782)
- 1868 - Franz Pfeiffer, filologo svizzero (n. 1815)
- 1869 - Pietro Ferrabini, pittore italiano (n. 1787)
- 1871 - Balthazard Billiet, politico francese (n. 1818)
- 1871 - Claude Dominique Napias, attivista francese (n. 1813)
- 1873 - Nicolas Deschamps, presbitero e saggista francese (n. 1797)
- 1874 - Antonio Andreuzzi, patriota italiano (n. 1804)
- 1874 - Mariano Falcinelli Antoniacci, cardinale, abate e arcivescovo cattolico italiano (n. 1806)
- 1875 - Tommaso Aloisio Juvara, incisore italiano (n. 1809)
- 1876 - Friedrich Christian Diez, filologo tedesco (n. 1794)
- 1876 - Michele Coronini Cronberg, nobile italiano (n. 1793)
- 1877 - Enrico Mayer, pedagogista e scrittore italiano (n. 1802)
- 1877 - Yakub Beg (n. 1820)
- 1879 - Pierre Adolphe Piorry, medico francese (n. 1794)
- 1883 - Marianna di Orange-Nassau, principessa olandese (n. 1810)
- 1884 - Henry Bartle Frere, politico britannico (n. 1815)
- 1885 - Alfred Meissner, scrittore e poeta austriaco (n. 1822)
- 1885 - Paul de Noailles, nobile e storico francese (n. 1802)
- 1889 - Cesare Dalbono, scrittore e traduttore italiano (n. 1812)
- 1889 - Alexis-Joseph Mazerolle, pittore francese (n. 1826)
- 1890 - Alexander von Koller, generale e politico austriaco (n. 1813)
- 1892 - Bahá'u'lláh, profeta e nobile iraniano (n. 1817)
- 1894 - Fabio Nannarelli, poeta, patriota e traduttore italiano (n. 1825)
- 1895 - Fulco Luigi Ruffo-Scilla, cardinale italiano (n. 1840)
- 1896 - Antonio Allievi, politico, giornalista e prefetto italiano (n. 1824)
- 1896 - Gabriel Auguste Daubrée, geologo francese (n. 1814)
- 1897 - Julius Sachs, botanico tedesco (n. 1832)
- 1898 - Giovanni Antonio Migliorati, diplomatico e politico italiano (n. 1825)
- 1899 - Claudio Sandonnini, politico italiano (n. 1817)

## XX secolo(217)
- 1905 - Ernesto Cianciolo, politico e avvocato italiano (n. 1856)
- 1905 - Francisco Silvela, politico spagnolo (n. 1843)
- 1906 - Cesare Saluzzo di Monterosso, politico italiano (n. 1837)
- 1910 - Diogene Valotti, politico italiano (n. 1830)
- 1911 - William Schwenck Gilbert, scrittore e librettista britannico (n. 1836)
- 1911 - Stephanus Jacobus du Toit, politico e religioso sudafricano (n. 1847)
- 1914 - Joseph Gérard, missionario francese (n. 1831)
- 1914 - Ahmad al-Muadzam Shah di Pahang, sovrano malese (n. 1836)
- 1916 - James J. Hill, imprenditore, generale e agente segreto statunitense (n. 1838)
- 1916 - Jan Otto, editore cecoslovacco (n. 1841)
- 1917 - Nikollë Kaçorri, presbitero, patriota e politico albanese
- 1919 - Robert Bacon, politico e diplomatico statunitense (n. 1860)
- 1920 - Carlos Deltour, canottiere francese (n. 1864)
- 1921 - Abbott Handerson Thayer, pittore statunitense (n. 1849)
- 1922 - Philipp Lotmar, giurista tedesco (n. 1850)
- 1922 - Evgenij Bagrationovič Vachtangov, regista e attore teatrale russo (n. 1883)
- 1923 - Albert Deullin, aviatore e militare francese (n. 1890)
- 1923 - Adolf Oberländer, pittore e disegnatore tedesco (n. 1845)
- 1924 - Paul Cambon, diplomatico francese (n. 1843)
- 1925 - John Clarke, geologo e paleontologo statunitense (n. 1857)
- 1926 - Antonín Bennewitz, violinista, direttore d'orchestra e docente ceco (n. 1833)
- 1926 - Wilmot Fawkes, ammiraglio inglese (n. 1846)
- 1927 - Georges Eekhoud, scrittore belga (n. 1854)
- 1927 - Lizardo García, politico ecuadoriano (n. 1844)
- 1928 - Antonio Cao Pinna, ingegnere e politico italiano (n. 1842)
- 1931 - Michele Schirru, anarchico italiano (n. 1899)
- 1932 - Ferdinand Kosak, generale austro-ungarico (n. 1856)
- 1933 - Eckart Kehr, storico tedesco (n. 1902)
- 1934 - Nicolai Kiær, ginnasta norvegese (n. 1888)
- 1934 - Augusto Pestana, politico e ingegnere brasiliano (n. 1868)
- 1935 - Andreas Andreadis, economista greco (n. 1876)
- 1935 - Camillo Di Sciullo, tipografo e anarchico italiano (n. 1853)
- 1935 - Josef Suk, violinista e compositore ceco (n. 1874)
- 1936 - Norman Chaney, attore statunitense (n. 1914)
- 1938 - Miguel Fleta, tenore spagnolo (n. 1897)
- 1938 - Hans Hellmann, fisico e chimico tedesco (n. 1903)
- 1938 - Pietro Lanza di Scalea, nobile e politico italiano (n. 1863)
- 1939 - Joseph Grinnell, biologo e zoologo statunitense (n. 1877)
- 1939 - Urszula Ledóchowska, religiosa e santa polacca (n. 1865)
- 1939 - Åke Lundeberg, tiratore a segno svedese (n. 1888)
- 1940 - Andrew Hannah, calciatore scozzese (n. 1864)
- 1942 - Giuseppe Albanese Ruffo, militare italiano (n. 1915)
- 1942 - John Barrymore, attore statunitense (n. 1882)
- 1942 - Icilio Calzecchi Onesti, militare italiano (n. 1911)
- 1942 - René Georges Weill, militare francese (n. 1908)
- 1942 - Akiko Yosano, scrittrice e poetessa giapponese (n. 1878)
- 1943 - Georges-Prudent-Marie Bruley des Varannes, arcivescovo cattolico francese (n. 1864)
- 1943 - Guido Mazzoni, italianista, patriota e politico italiano (n. 1859)
- 1943 - Muhamed Mehmedbašić, rivoluzionario bosniaco (n. 1887)
- 1943 - Sixto Sosa Díaz, vescovo cattolico venezuelano (n. 1870)
- 1944 - Rosa Rosanova, attrice russa (n. 1869)
- 1944 - Ján Čajak, scrittore slovacco (n. 1863)
- 1945 - Mihail Sebastian, scrittore, commediografo e giornalista romeno (n. 1907)
- 1946 - Martin Gottfried Weiß, militare tedesco (n. 1905)
- 1947 - Franz Böhme, generale austriaco (n. 1885)
- 1948 - Albert Séguin, ginnasta francese (n. 1891)
- 1948 - May Whitty, attrice britannica (n. 1865)
- 1949 - Gedeon Eugen Lukács, calciatore ungherese (n. 1903)
- 1949 - Casey Roberts, scenografo statunitense (n. 1901)
- 1950 - Wilhelm Bendow, attore tedesco (n. 1884)
- 1950 - Tinus van Beurden, calciatore olandese (n. 1893)
- 1950 - Luigi De Filpo, pubblicista e politico italiano (n. 1898)
- 1950 - Jack Niflot, lottatore statunitense (n. 1881)
- 1951 - Michail Markovič Borodin, politico e giornalista sovietico (n. 1884)
- 1951 - Fanny Brice, attrice e cantante statunitense (n. 1891)
- 1951 - Josef Foerster, compositore, critico musicale e scrittore ceco (n. 1859)
- 1951 - Géza Maróczy, scacchista ungherese (n. 1870)
- 1951 - Antonio Mosca, pittore italiano (n. 1870)
- 1951 - Gertrude Thanhouser, sceneggiatrice e attrice statunitense (n. 1880)
- 1952 - Tarcisio Robbiati, anarchico, antifascista e partigiano italiano (n. 1897)
- 1953 - Morgan Russell, pittore statunitense (n. 1886)
- 1953 - Man Mountain Dean, wrestler statunitense (n. 1891)
- 1954 - Anne O'Hare McCormick, giornalista statunitense (n. 1882)
- 1955 - Giovanni Battista Ciolina, pittore italiano (n. 1870)
- 1955 - Giovanni Battista Imberti, imprenditore e politico italiano (n. 1880)
- 1955 - Rudolf Klein-Rogge, attore tedesco (n. 1885)
- 1955 - Stefano Pucci, aviatore e politico italiano (n. 1895)
- 1955 - Giuseppe Toigo, militare italiano (n. 1920)
- 1956 - Hermann Abendroth, direttore d'orchestra tedesco (n. 1883)
- 1956 - Frank Beaurepaire, nuotatore australiano (n. 1891)
- 1956 - Johannes Jørgensen, scrittore e poeta danese (n. 1866)
- 1956 - Walter Lewis, canottiere canadese (n. 1885)
- 1956 - Juan Pistarini, politico e generale argentino (n. 1882)
- 1957 - Olga Vittoria Gentilli, attrice italiana (n. 1888)
- 1957 - Herbert Lang, zoologo tedesco (n. 1879)
- 1957 - James Whale, regista britannico (n. 1889)
- 1957 - Paul Wing, attore statunitense (n. 1892)
- 1958 - Raoul Caudron, allenatore di calcio francese (n. 1883)
- 1958 - Juan Ramón Jiménez, poeta spagnolo (n. 1881)
- 1959 - Ranieri di Campello, militare e dirigente sportivo italiano (n. 1908)
- 1960 - John Farquhar Fulton, neurofisiologo e biografo statunitense (n. 1899)
- 1960 - Shin Sung-mo, politico e ammiraglio sudcoreano (n. 1891)
- 1961 - Olga Visentini, scrittrice, traduttrice e docente italiana (n. 1893)
- 1962 - Natale Cirino, attore italiano (n. 1894)
- 1962 - Rose Smith, montatrice e attrice statunitense (n. 1897)
- 1963 - José María Cavallero, vescovo cattolico uruguaiano (n. 1899)
- 1963 - Inácio João Dal Monte, vescovo cattolico brasiliano (n. 1897)
- 1963 - Vissarion Jakovlevič Šebalin, compositore russo (n. 1902)
- 1964 - Andrej Mráz, critico letterario, storico della letteratura e drammaturgo slovacco (n. 1904)
- 1964 - Jack Parker, multiplista statunitense (n. 1915)
- 1964 - Fred Reinfeld, scacchista e scrittore statunitense (n. 1910)
- 1965 - Geronimo, cantante italiano (n. 1943)
- 1965 - Léon Kochnitzky, musicologo e letterato belga (n. 1892)
- 1966 - Giuseppe Marozin, partigiano italiano (n. 1915)
- 1967 - George Atkinson, calciatore inglese (n. 1893)
- 1967 - Åke Claesson, attore svedese (n. 1889)
- 1967 - Raffaele Leone, politico italiano (n. 1909)
- 1967 - Otto Löble, calciatore tedesco (n. 1888)
- 1967 - Georg Wilhelm Pabst, regista, sceneggiatore e produttore cinematografico austriaco (n. 1885)
- 1968 - Jacques Chardonne, scrittore francese (n. 1884)
- 1968 - René Jacolliot, calciatore francese (n. 1892)
- 1968 - Erling Lindberg, calciatore norvegese (n. 1903)
- 1968 - Stewart Menzies, generale e agente segreto britannico (n. 1890)
- 1969 - Sonia Abeloos, pittrice belga (n. 1876)
- 1969 - Roy McKay, giocatore di football americano statunitense (n. 1920)
- 1970 - Luigi Grassi, politico italiano (n. 1891)
- 1970 - Eva Hesse, scultrice statunitense (n. 1936)
- 1970 - Waldemar Pabst, ufficiale e attivista tedesco (n. 1880)
- 1972 - Moe Berg, giocatore di baseball e agente segreto statunitense (n. 1902)
- 1972 - Lucian Bernhard, pubblicitario tedesco (n. 1883)
- 1972 - Francesco Delpiano, presbitero, missionario e architetto italiano (n. 1930)
- 1972 - Prithviraj Kapoor, attore indiano (n. 1901)
- 1972 - Gaetano Piccinini, presbitero italiano (n. 1904)
- 1972 - Stephen Timoshenko, ingegnere e matematico statunitense (n. 1878)
- 1972 - Emma Vecla, cantante lirica francese (n. 1877)
- 1973 - P. Ramlee, attore e musicista malese (n. 1929)
- 1974 - Seton I. Miller, sceneggiatore e produttore cinematografico statunitense (n. 1902)
- 1974 - Gérard Walter, storico francese (n. 1896)
- 1975 - Giuseppe Altana, pittore italiano (n. 1886)
- 1975 - Bob Gale, cestista statunitense (n. 1925)
- 1976 - Felix Badcock, canottiere britannico (n. 1903)
- 1976 - Elizabeth Haffenden, costumista britannica (n. 1906)
- 1977 - Suniti Kumar Chatterji, linguista, educatore e letterato indiano (n. 1890)
- 1977 - Osvaldo Trebbi, calciatore italiano (n. 1914)
- 1978 - Jurij Osipovič Dombrovskij, scrittore russo (n. 1909)
- 1978 - Guglielmo Righini, astronomo italiano (n. 1908)
- 1978 - Nazli Sabri, regina egiziana (n. 1894)
- 1979 - Marino Facchin, pugile italiano (n. 1913)
- 1979 - Mary Pickford, attrice e produttrice cinematografica canadese (n. 1892)
- 1979 - Gerald Tucker, cestista e allenatore di pallacanestro statunitense (n. 1922)
- 1980 - Albert Beckaert, ciclista su strada belga (n. 1910)
- 1980 - Ragnar Gustavsson, calciatore svedese (n. 1907)
- 1981 - Hana Růžičková, ginnasta cecoslovacca (n. 1941)
- 1981 - Song Qingling, politica cinese (n. 1893)
- 1982 - Giuseppe Bettiol, giurista e politico italiano (n. 1907)
- 1982 - Fulvio Costa, mezzofondista italiano (n. 1959)
- 1982 - Rudy Debnar, cestista statunitense (n. 1916)
- 1982 - Henri Dulieux, schermidore francese (n. 1897)
- 1982 - Walter Harzer, militare tedesco (n. 1912)
- 1982 - Dino Manuzzi, dirigente sportivo e imprenditore italiano (n. 1907)
- 1982 - Romy Schneider, attrice austriaca (n. 1938)
- 1983 - Ada Blackjack, esploratrice statunitense (n. 1898)
- 1983 - Arvid Pel'še, politico e storico sovietico (n. 1899)
- 1983 - Fernando Tabales, calciatore spagnolo (n. 1919)
- 1984 - Santo Pecora, trombonista statunitense (n. 1902)
- 1984 - Kim Sung-Gan, calciatore giapponese (n. 1912)
- 1985 - Alberto Aquarone, storico italiano (n. 1930)
- 1985 - Piero Drisaldi, hockeista su pista italiano (n. 1904)
- 1985 - Gunnar Nielsen, atleta danese (n. 1928)
- 1985 - Heinrich Northe, diplomatico tedesco (n. 1908)
- 1985 - Mario Revelli di Beaumont, designer e pilota motociclistico italiano (n. 1907)
- 1985 - David Rokeah, poeta israeliano (n. 1916)
- 1985 - Sam Stoller, velocista e lunghista statunitense (n. 1915)
- 1986 - Mario Bonvicini, ciclista su strada italiano (n. 1903)
- 1986 - Bernard Philippe Groslier, archeologo e funzionario francese (n. 1926)
- 1986 - Inge Landgut, attrice tedesca (n. 1922)
- 1986 - Girolamo Mechelli, politico italiano (n. 1923)
- 1987 - Rolando Certa, giornalista, poeta e saggista italiano (n. 1931)
- 1987 - Charan Singh, politico indiano (n. 1902)
- 1988 - Salem bin Laden, imprenditore saudita (n. 1946)
- 1988 - Henry Johansen, calciatore norvegese (n. 1904)
- 1988 - Diego Pozzetto, attore italiano (n. 1893)
- 1988 - Siaka Stevens, politico sierraleonese (n. 1905)
- 1989 - Miranda Campa, attrice italiana (n. 1914)
- 1989 - John Cipollina, chitarrista statunitense (n. 1943)
- 1989 - George Homans, sociologo statunitense (n. 1910)
- 1989 - Giuseppina Palumbo, politica italiana (n. 1906)
- 1989 - Giuseppe Patanè, direttore d'orchestra italiano (n. 1932)
- 1989 - Joseph Van Ingelgem, calciatore belga (n. 1912)
- 1989 - Bob Waters, giocatore di football americano statunitense (n. 1938)
- 1990 - Grazia Bottani, pittrice e artista italiana (n. 1898)
- 1991 - Armando Bonato, fumettista italiano (n. 1923)
- 1991 - Coral Browne, attrice australiana (n. 1913)
- 1991 - Ugo Massocco, ciclista su strada italiano (n. 1928)
- 1992 - Ollie Halsall, chitarrista inglese (n. 1949)
- 1992 - Theodore Roscoe, scrittore e biografo statunitense (n. 1906)
- 1992 - Nils-Åke Sandell, calciatore svedese (n. 1927)
- 1992 - Ken Suesens, cestista e allenatore di pallacanestro statunitense (n. 1916)
- 1993 - Billy Conn, pugile statunitense (n. 1917)
- 1993 - Paul Malvern, produttore cinematografico e attore statunitense (n. 1902)
- 1993 - Leopoldo Massimilla, ingegnere italiano (n. 1930)
- 1994 - Franco Bricola, giurista italiano (n. 1934)
- 1994 - Raymond Fellay, sciatore alpino svizzero (n. 1932)
- 1994 - Erich Honecker, politico tedesco (n. 1912)
- 1994 - Áskell Löve, botanico islandese (n. 1916)
- 1994 - May di Teck, nobile britannica (n. 1906)
- 1994 - Francesco Scoppa, allenatore di calcio e calciatore italiano (n. 1955)
- 1995 - Margaret Chase Smith, politica statunitense (n. 1897)
- 1995 - Glen Selbo, cestista statunitense (n. 1926)
- 1996 - Ole Berntsen, velista danese (n. 1915)
- 1996 - John Riley Kane, militare e aviatore statunitense (n. 1907)
- 1996 - Antonín Mrkos, astronomo ceco (n. 1918)
- 1996 - Tamara Tumanova, ballerina, coreografa e attrice sovietica (n. 1919)
- 1997 - Jeff Buckley, cantautore e chitarrista statunitense (n. 1966)
- 1997 - Giovanni Caravale, economista italiano (n. 1935)
- 1997 - Oreste Granillo, politico e dirigente sportivo italiano (n. 1926)
- 1997 - Aleksandr Petrovič Každan, bizantinista russo (n. 1922)
- 1997 - Giovanni Paganin, scultore italiano (n. 1913)
- 1997 - Jack Parkinson, cestista statunitense (n. 1924)
- 1998 - Orlando Anderson, criminale statunitense (n. 1974)
- 1998 - Barry Goldwater, politico statunitense (n. 1909)
- 1998 - Antonio Mazzarolli, politico italiano (n. 1928)
- 1999 - Bernard Lajarrige, attore francese (n. 1912)
- 1999 - Mattia Moreni, scultore e pittore italiano (n. 1920)
- 1999 - João Carlos de Oliveira, triplista e lunghista brasiliano (n. 1954)
- 2000 - Ivan Krstić, calciatore jugoslavo (n. 1980)
- 2000 - Maurice Redon, generale francese (n. 1905)

## XXI secolo(128)
- 2001 - William Archibald, fisico canadese (n. 1912)
- 2001 - Akira Fujita, pallanuotista giapponese (n. 1908)
- 2001 - Wiesława Parszniak, cestista polacca (n. 1930)
- 2002 - Gunnar Jarring, diplomatico e turcologo svedese (n. 1907)
- 2002 - Sándor Mátrai, calciatore ungherese (n. 1932)
- 2002 - Elémire Zolla, scrittore, filosofo e storico delle religioni italiano (n. 1926)
- 2003 - Giuliano Acernese, arbitro di calcio italiano (n. 1928)
- 2003 - William Robert Alford, matematico statunitense (n. 1937)
- 2003 - Olimpia Di Nardo, attrice e cantante italiana (n. 1948)
- 2003 - Trevor Ford, calciatore gallese (n. 1923)
- 2003 - Anthony Frederick, cestista statunitense (n. 1964)
- 2003 - David Jefferies, pilota motociclistico britannico (n. 1972)
- 2003 - Pierre Restany, critico d'arte francese (n. 1930)
- 2004 - Rafael González Moralejo, vescovo cattolico spagnolo (n. 1918)
- 2004 - Alido Grisanti, calciatore italiano (n. 1919)
- 2004 - Ramona Trinidad Iglesias-Jordan, supercentenaria portoricana (n. 1889)
- 2004 - Marco Saltarelli, calciatore italiano (n. 1962)
- 2004 - Forrest Tucker, criminale statunitense (n. 1920)
- 2005 - María de los Ángeles Alvariño González, biologa e oceanografa spagnola (n. 1916)
- 2005 - Aquilino Cannas, poeta italiano (n. 1914)
- 2005 - Gé van Dijk, allenatore di calcio e calciatore olandese (n. 1923)
- 2005 - Hamilton Naki, infermiere e insegnante sudafricano (n. 1926)
- 2005 - Svatopluk Pluskal, allenatore di calcio e calciatore cecoslovacco (n. 1930)
- 2005 - George Rochberg, compositore statunitense (n. 1918)
- 2005 - Angelo Rossetti, calciatore italiano (n. 1920)
- 2005 - Luciano Rossi, attore italiano (n. 1934)
- 2006 - Delma Byron, attrice e ballerina statunitense (n. 1913)
- 2006 - Giulio Cortini, partigiano e fisico italiano (n. 1918)
- 2006 - Giosi Lippolis, poetessa, scrittrice e traduttrice italiana (n. 1923)
- 2006 - Umberto Masetti, pilota motociclistico italiano (n. 1926)
- 2006 - Masumi Okada, attore giapponese (n. 1935)
- 2006 - Johnny Servoz-Gavin, pilota automobilistico francese (n. 1942)
- 2007 - Dave Balon, hockeista su ghiaccio canadese (n. 1938)
- 2007 - Donald George Johanos, direttore d'orchestra statunitense (n. 1928)
- 2008 - Luc Bourdon, hockeista su ghiaccio canadese (n. 1987)
- 2008 - Paula Gunn Allen, scrittrice, poetessa e critica letteraria statunitense (n. 1939)
- 2008 - Harvey Korman, comico e regista statunitense (n. 1927)
- 2009 - Giuliano Mauri, artista italiano (n. 1938)
- 2009 - Karine Ruby, snowboarder francese (n. 1978)
- 2009 - Nantas Salvalaggio, giornalista, scrittore e cestista italiano (n. 1923)
- 2009 - John Tolos, wrestler statunitense (n. 1930)
- 2010 - Dennis Hopper, attore e regista statunitense (n. 1936)
- 2010 - Antonio Parras, fumettista spagnolo (n. 1929)
- 2010 - Mario Picchi, presbitero italiano (n. 1930)
- 2011 - Bill Clements, imprenditore e politico statunitense (n. 1917)
- 2011 - Ferenc Mádl, politico ungherese (n. 1931)
- 2011 - Arnaldo Prati, arbitro di calcio italiano (n. 1939)
- 2011 - Bill Roycroft, cavaliere australiano (n. 1915)
- 2011 - Cosmo Francesco Ruppi, arcivescovo cattolico italiano (n. 1932)
- 2011 - Sergej Bagapš, politico abcaso (n. 1949)
- 2012 - Giulia Albini, pallavolista e fisioterapista italiana (n. 1982)
- 2012 - Francesco Casillo, politico e militare italiano (n. 1948)
- 2012 - Severino Feruglio, calciatore e allenatore di calcio italiano (n. 1919)
- 2012 - Renzo Gallo, cantautore, cabarettista e produttore discografico italiano (n. 1928)
- 2012 - Frederick Gehring, matematico statunitense (n. 1925)
- 2012 - Kaneto Shindō, regista e sceneggiatore giapponese (n. 1912)
- 2012 - Doc Watson, cantautore e chitarrista statunitense (n. 1923)
- 2013 - Ramón Aguirre Suárez, calciatore argentino (n. 1944)
- 2013 - Nino Baragli, montatore italiano (n. 1925)
- 2013 - Françoise Blanchard, attrice e doppiatrice francese (n. 1954)
- 2013 - Cliff Meely, cestista statunitense (n. 1947)
- 2013 - Mulgrew Miller, pianista e compositore statunitense (n. 1955)
- 2013 - Henry Morgentaler, medico e attivista polacco (n. 1923)
- 2013 - Franca Rame, attrice, drammaturga e politica italiana (n. 1929)
- 2014 - Karlheinz Böhm, attore, attivista e filantropo austriaco (n. 1928)
- 2014 - Christine Charbonneau, cantautrice canadese (n. 1943)
- 2014 - Paolo Montecchi, fumettista italiano (n. 1932)
- 2014 - Ian Price, attore e sceneggiatore gallese (n. 1946)
- 2014 - Miljenko Prohaska, compositore, arrangiatore e direttore d'orchestra croato (n. 1925)
- 2015 - Giovanni Battista Carlassara, politico italiano (n. 1929)
- 2015 - Henry Carr, velocista e giocatore di football americano statunitense (n. 1942)
- 2015 - Doris Hart, tennista statunitense (n. 1925)
- 2015 - Carmen Martínez, cestista spagnola (n. 1960)
- 2015 - Betsy Palmer, attrice statunitense (n. 1926)
- 2015 - Bruno Pesaola, allenatore di calcio e calciatore argentino (n. 1925)
- 2015 - Marco Tamburini, trombettista e compositore italiano (n. 1959)
- 2017 - Michael A'Hearn, astronomo statunitense (n. 1940)
- 2017 - Bruno Camporese, calciatore e allenatore di calcio italiano (n. 1928)
- 2017 - Ramón Campos, cestista filippino (n. 1925)
- 2017 - Bogdan Dočev, arbitro di calcio bulgaro (n. 1936)
- 2017 - Francesco Giancotti, filologo classico e latinista italiano (n. 1923)
- 2017 - Kōnstantinos Mītsotakīs, politico greco (n. 1918)
- 2017 - Manuel Noriega, generale e politico panamense (n. 1934)
- 2017 - Giuseppe Lelio Petronio, politico italiano (n. 1937)
- 2017 - Stefano Tatai, scacchista italiano (n. 1938)
- 2017 - Nikolaj Tatarinov, pentatleta sovietico (n. 1927)
- 2017 - Jean Valère, regista francese (n. 1925)
- 2018 - Vicente Pascual Sebastiá, calciatore spagnolo (n. 1926)
- 2018 - Ray Podloski, hockeista su ghiaccio canadese (n. 1966)
- 2019 - Giuseppe Alleruzzo, mafioso e collaboratore di giustizia italiano (n. 1935)
- 2019 - Giancarlo Bolognini, politico e dirigente sportivo italiano (n. 1938)
- 2019 - Alberto Destrieri, attore teatrale italiano (n. 1946)
- 2019 - Bayram Şit, lottatore turco (n. 1930)
- 2020 - Curtis Cokes, pugile e allenatore di pugilato statunitense (n. 1937)
- 2020 - Abderrahmane Youssoufi, politico marocchino (n. 1924)
- 2021 - Marcell Jankovics, regista, animatore e sceneggiatore ungherese (n. 1941)
- 2021 - Dani Karavan, scultore, pittore e coreografo israeliano (n. 1930)
- 2021 - Joe Lara, attore, musicista e artista marziale statunitense (n. 1962)
- 2021 - Luciano Luisi, poeta, scrittore e giornalista italiano (n. 1924)
- 2021 - Gavin MacLeod, attore e predicatore statunitense (n. 1931)
- 2021 - Thomas Mathiesen, sociologo norvegese (n. 1933)
- 2021 - Paolo Maurensig, scrittore italiano (n. 1943)
- 2021 - Melva Saunders, cestista australiana (n. 1931)
- 2021 - Cornelius Sim, cardinale e vescovo cattolico bruneiano (n. 1951)
- 2021 - B. J. Thomas, cantante e musicista statunitense (n. 1942)
- 2022 - Ariel Besse, attrice francese (n. 1965)
- 2022 - Ronnie Hawkins, cantautore e musicista canadese (n. 1935)
- 2022 - Maria Mirecka-Loryś, partigiana polacca (n. 1916)
- 2023 - Thomas Buergenthal, magistrato tedesco (n. 1934)
- 2023 - Ezequiel Stefano Carrara Sutour, politico italiano (n. 1934)
- 2023 - Vítězslav Mácha, lottatore cecoslovacco (n. 1948)
- 2023 - Teppo Rastio, hockeista su ghiaccio e calciatore finlandese (n. 1934)
- 2023 - Peter Simonischek, attore austriaco (n. 1946)
- 2023 - Tove Skutnabb-Kangas, linguista, educatrice e esperantista finlandese (n. 1940)
- 2023 - Robin Wagner, scenografo statunitense (n. 1933)
- 2023 - Javier Yacuzzi, calciatore argentino (n. 1979)
- 2024 - Margot Benacerraf, regista venezuelana (n. 1926)
- 2024 - Augusto Blotto, poeta e imprenditore italiano (n. 1933)
- 2024 - John Burnside, poeta e scrittore britannico (n. 1955)
- 2024 - Larry Cannon, cestista e allenatore di pallacanestro statunitense (n. 1947)
- 2024 - Annarosa Garatti, attrice e doppiatrice italiana (n. 1933)
- 2024 - Henri Nallet, politico francese (n. 1939)
- 2024 - Alberto Robol, politico italiano (n. 1945)
- 2024 - Manfred Wolke, pugile tedesco (n. 1943)
- 2024 - Anastasija Zavorotnjuk, attrice e conduttrice televisiva russa (n. 1971)
- 2025 - Alf Clausen, compositore statunitense (n. 1941)
- 2025 - Ludo Dierckxsens, ciclista su strada belga (n. 1964)
- 2025 - Francesco Mallardo, mafioso italiano (n. 1951)